# متعددات الشعب غير المرتبطة بفضاء هاوسدروف
في الرياضيات من الأمور المُسلم بها في العادة أن يكون متعدد الشعب عبارة عن فضاء هاوسدروف، ومن المفترض في الهندسة والطوبولوجيا: أن يعني "متعدد الشعب" ' (فراغًا ثانيًا قابلاً للعد) متعدد شعب هاوسدروف"
وفي الطوبولوجيا العامة، يكون هذا الأمر البديهي غير محدد، حيث يدرس الفرد متعددات الشعب غير المرتبطة بفضاء هاوسدروف: متشابهة محليًا فضاء إقليدي، ولكن ليس فضاء هاوسدروف بالضرورة.

## أمثلة

### خط له أصلان
متعدد الشعب لفضاء هاوسدروف الأكثر شهرة هو الخط ذو الأصلين، أو الخط البارز.
هذا هو فضاء خارج القسمة لنسختين من الخط الحقيقي
R × {a} and R × {b}
باستخدام علاقة التكافؤ
{\displaystyle (x,a)\sim (x,b){\text{ if }}x\neq 0.\;}
هذا الفضاء به نقطة واحدة لكل رقم حقيقي غير صفريr ونقطتان اثنتان 0a و0b. في هذا الفضاء، تتقاطع جميع المناطق المجاورة لـ0a مع جميع المناطق المجاورة لـ0b, ومن ثم فإنها ليست تابعة لفضاء هاوسدروف.
وبالإضافة إلى هذا، فإن الخط ذا الأصلين لا يتضمن نوع هوموتوبيا لـCW-complex، أو أي فضاء هاوسدروف.

### الخط المتفرع
وبالمثل مع الخط ذي الأصلين في الخط المتفرع.
هذا هو فضاء خارج القسمة لنسختين من الخط الحقيقي
R × {a} and R × {b}
باستخدام علاقة التكافؤ
{\displaystyle (x,a)\sim (x,b){\text{ if }}x<0.\;}
هذا الفضاء به نقطة واحدة لكل رقم حقيقي سلبي r ونقطتان {\displaystyle x_{a},x_{b}} لكل رقم غير سلبي: وله «فرع» عند قيمة الصفر.

### فضاء إيتال
يُعتبر فضاء إيتال الخاص بـحزمة، مثل حزمة الدالات الحقيقية المستمرة لأحد متعددات الشعب، عبارة عن متعدد شعب غير واقع في فضاء هاوسدروف في الغالب. (فضاء إيتال يكون فضاء هاوسدروف إذا كان حزمة لدالات بها نوع من خاصية الامتداد التحليلي.).)[بحاجة لمصدر]